# La Punt Chamues-ch
La Punt Chamues-ch (do 30. září 2020 oficiálně La Punt-Chamues-ch) je obec ve švýcarském kantonu Graubünden, okresu Maloja. Nachází se v údolí Engadin, asi 8 kilometrů severovýchodně od Svatého Mořice v nadmořské výšce 1687 metrů. Žije zde 686 obyvatel.

## Geografie
La Punt Chamues-ch leží v horním Engadinu, v krajině zvané La Plaiv, v nadmořské výšce okolo 1700 metrů. Obcí protéká řeka Inn a odbočuje zde cesta přes průsmyk Albulapass. Přes Celerinu je odsud možné se dostat do masivu Bernina, či do proslulých horských středisek Pontresina a Svatý Mořic.
Z dříve samostatné obce La Punt (1697 m n. m.) vede most přes řeku Inn do druhé místní části Chamues-ch (1708 m n. m.). Obě vesnice dnes společně tvoří jednu obec.

## Historie

Chamues-ch (1947)

Chamues-ch je poprvé zmiňováno v letech 1137/39 jako Campovasto (převzato z latinského Camogascum), La Punt jako Ponte v roce 1244.
Historie obce je úzce spjatá s historií okolních obcí v Horním Engadinu. Kostel San Andrea v Chamues-ch (s románskou věží) byl poprvé zmíněn v roce 1370. V roce 1505 zde byla postavena pozdně gotická novostavba od Bernarda da Poschiavo a při rekonstrukci kostela v roce 1981 byly objeveny rozsáhlé pozůstatky románské předsíně s gotickou věží. Reformace byla v obci zavedena v roce 1561. V roce 1680 byl v La Puntu postaven barokní dceřiný kostel, který byl v letech 1974–1975 renovován. Od 17. století stavěla rodina Albertini v La Puntu panská sídla. V letech 1566, 1772 a 1843 byl La Punt částečně zničen povodněmi a v roce 1803 požárem. Kromě obchodu a zemědělství se obyvatelé živili také cestami za prací do jiných částí Evropy a žoldnéřstvím. Hospodářský vzestup přinesla nákladní a osobní doprava na silnici přes průsmyk Albula, postavené v roce 1865 a dále po otevření železnice v roce 1913.
Po roce 1960 se v obci rychle rozvinul turismus, tak jako v ostatních obcích v Engadinu. Severně od Chamues-ch a v La Punt/Arvins vyrostla řada bytů a rekreačních domů a obě části obce tak prakticky srostly.

## Obyvatelstvo

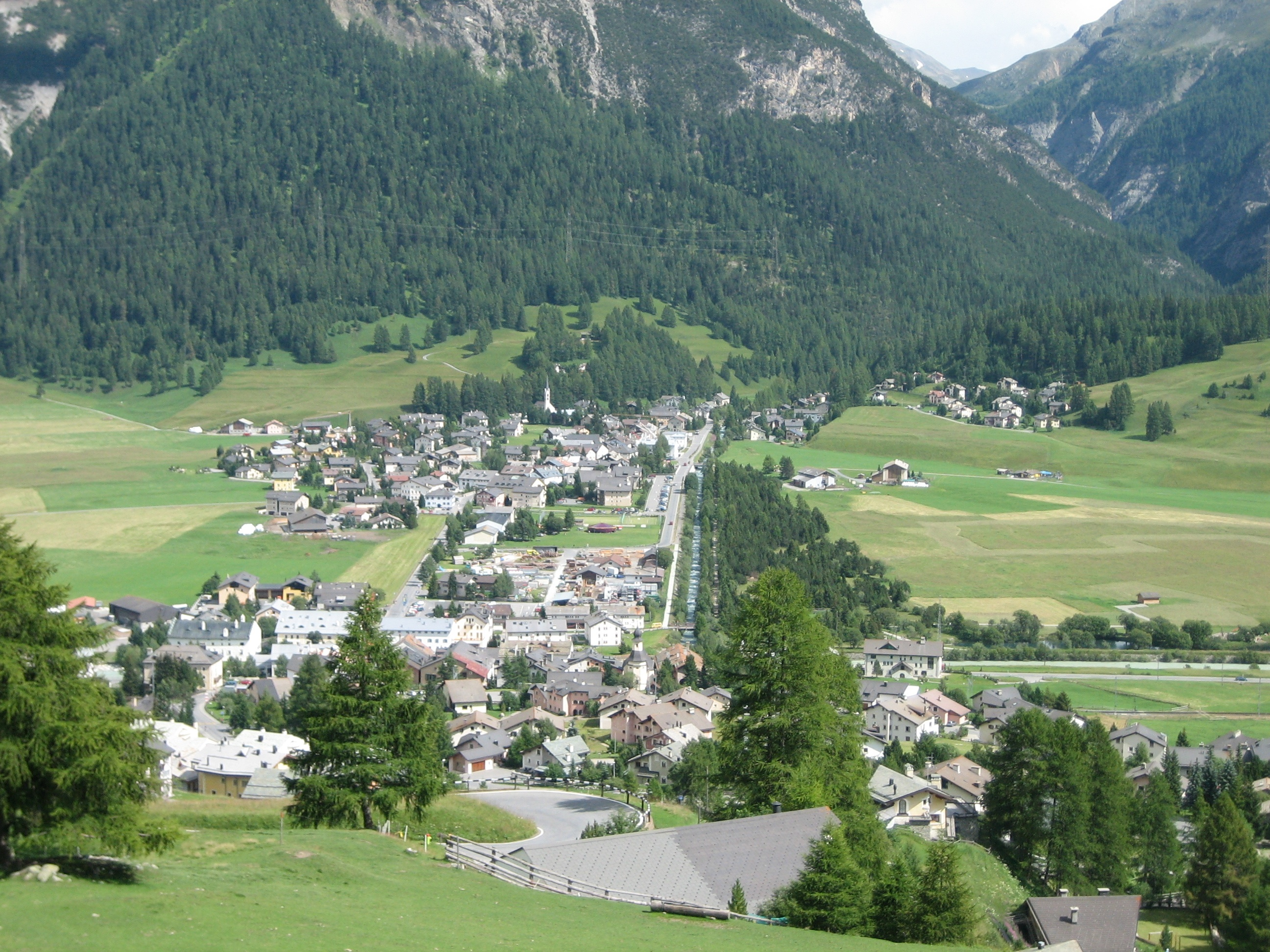
Celkový pohled

| Rok            | 1850 | 1870 | 1900 | 1950 | 2000 | 2005 | 2010 | 2012 | 2014 | 2019 |
| Počet obyvatel | 232  | 289  | 245  | 223  | 660  | 694  | 748  | 759  | 752  | 679  |

### Jazyky
Úředním a vyučovacím jazykem je hornoengadinský dialekt rétorománštiny, zvaný putér, spolu s němčinou. Až do příchodu cestovního ruchu v polovině 19. století mluvili všichni obyvatelé rétorománsky. Do roku 1880 však tento jazyk prudce ustoupil – v té době uvedlo rétorománštinu jako svůj mateřský jazyk pouze 71,6 % z nich. Poté se podíl opět zvýšil až do přelomu století (1900: 80 %), ale poté klesl na 69 % do roku 1910 a tento podíl se již nezměnil až do začátku druhé světové války (1941: 68 %). Poté začala rétorománština do roku 1970 mírně a později prudce upadat. Nicméně 48,3 % obyvatel se ještě v roce 1990 dokázalo domluvit rétorománsky a o 10 let později stále 47,6 %. Malá část obyvatel, necelých 10 procent, pak primárně hovoří italsky. Vývoj v posledních desetiletích je uveden v následující tabulce:
| Jazyky v La Punt Chamues-ch |                   |                   |                   |                   |                   |                   |
| Jazyk                       | Sčítání lidu 1980 | Sčítání lidu 1980 | Sčítání lidu 1990 | Sčítání lidu 1990 | Sčítání lidu 2000 | Sčítání lidu 2000 |
| Jazyk                       | Počet             | Podíl             | Počet             | Podíl             | Počet             | Podíl             |
| Němčina                     | 156               | 40,00 %           | 341               | 59,93 %           | 436               | 66,06 %           |
| Rétorománština              | 162               | 41,54 %           | 145               | 25,48 %           | 136               | 20,61 %           |
| Italština                   | 39                | 10,00 %           | 52                | 9,14 %            | 51                | 7,73 %            |
| Počet obyvatel              | 390               | 100 %             | 569               | 100 %             | 660               | 100 %             |

## Doprava

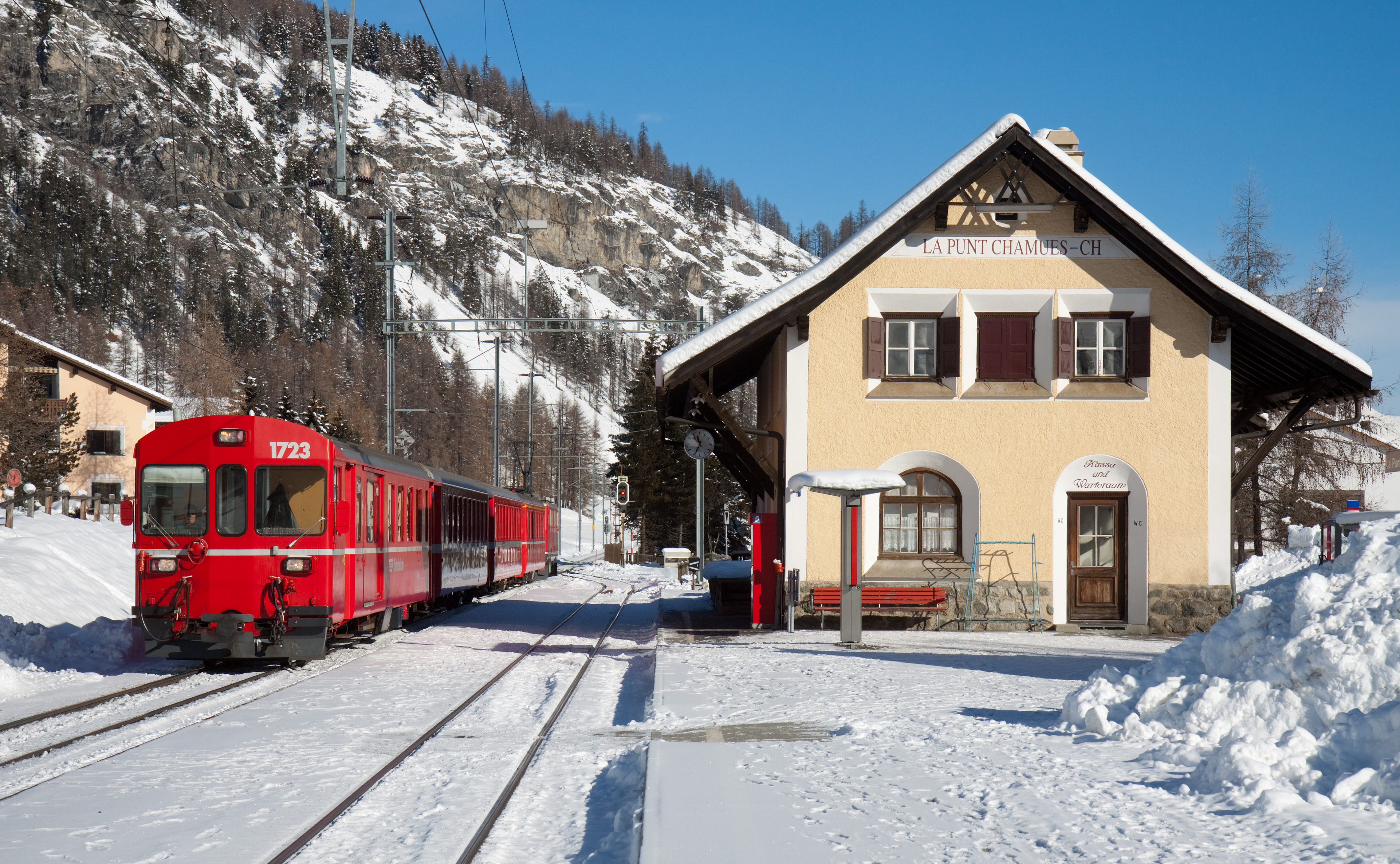
Železniční stanice La Punt Chamues-ch s vlakem Rhétské dráhy

La Punt Chamues-ch leží na železniční trati Bever – Scuol-Tarasp, vedoucí údolím Engadin. Trať provozuje Rhétská dráha.
Silniční spojení je zajištěno kantonální silnicí č. 27 (Svatý Mořic – Scuol), vedoucí přímo centrem obce.